# История почты и почтовых марок Убанги-Шари
История почты и почтовых марок Убанги-Шари, бывшего французского колониального владения в Центральной Африке, охватывает период развития почты и эмиссий почтовых марок (1894—1959) на территории Убанги-Шари (фр. Oubangui-Chari), которая позднее стала независимым государством Центральноафриканская Республика (с 13 августа 1960).

## История колонии и её почты
В 1889 году был основан форпост Банги. В 1894 году новая французская территория получила название Убанги-Шари. Французы учредили свою колониальную администрацию только в 1903 году, после разгрома египетских войск (на эти земли претендовал египетский султан). В 1906 году территория Убанги-Шари была объединена с колонией Чад. В 1910 году она была включена в состав Федерации Французской Экваториальной Африки (вместе с Чадом, Средним Конго и Габоном), вначале вместе с Чадом как Убанги-Шари—Чад, а затем преобразованная в отдельную гражданскую колонию в 1915 году. Чад был отделён в 1920 году.
Военная почта была учреждена в Банги в 1893 году и в Форте Россель в 1894 году, а затем постепенно распространила почтовые операции вдоль по реке Убанги и на север в 1900-х годах. При этом на территории Убанги-Шари существовала также и гражданская почтовая служба.

## Выпуски почтовых марок
С 1907 года гражданская почтовая служба на территории Убанги-Шари использовала почтовые марки Среднего Конго (Moyen Congo).
В 1915 году на марках Среднего Конго была сделана надпечатка «OUBANGUI-CHARI-TCHAD» («Убанги-Шари—Чад»), запечатлевшая изменение статуса колонии, а позднее, в 1922 году — просто «OUBANGUI-CHARI» («Убанги-Шари»).
В 1924 году марки 1922 года были в свою очередь надпечатаны текстом «AFRIQUE EQUATORIALE FRANCAISE» («Французская Экваториальная Африка»). На некоторых из них в период с 1925 по 1927 год появились надпечатки новых номиналов.
Совместный выпуск Франции для её колоний «Колониальная выставка», который посвящён Парижской колониальной выставке 1931 года, состоял из четырёх марок и стал последней почтовой эмиссией для этой территории.
Начиная с 1936 года для Французской Экваториальной Африки издавались единые серии почтовых марок, имевшие хождение на всей её территории.

## Другие виды почтовых марок
В 1928 году на доплатных марках Франции была сделана надпечатка «OUBANGUI-CHARI / A. E. F.» («Убанги-Шари / Ф. Э. А.», с сокращением от «Французская Экваториальная Африка»), а уже в 1930 году специально для этой колонии была эмитирована серия из 11 оригинальных доплатных марок, напечатанных в двух цветах с изображением на марках низких номиналов ландшафта, а на марках высоких номиналов — Эмиля Жантиля.